# Norwegian Dawn
El Norwegian Dawn es un crucero que entró en servicio en 2002 y es operado por Norwegian Cruise Line.

## Historia
El barco se completó el 4 de diciembre de 2002 en el Astillero Meyer Werft en Papenburg, Alemania y navegó su viaje inaugural en Europa el 7 de diciembre de 2002. Estaba destinado a operar con Star Cruises con el nombre de SuperStar Scorpio, pero se decidió que ella sería entregada a la filial de Star, Norwegian Cruise Line como Norwegian Dawn. El Norwegian Dawn fue bautizado el 16 de diciembre de 2002, en una elaborada ceremonia en Manhattan por la actriz Kim Cattrall.
El Norwegian Dawn fue el primer barco de NCL en portar dibujos en el casco. Planeado como una forma de promover el buque, el concepto fue bien recibido y los dibujos del casco se incorpororáron en la mayoría de los otros buques NCL, con la excepción de aquellos buques programados para la transición de la flota en los próximos años.

## Incidentes
- El 16 de abril de 2005, después de navegar en condiciones climáticas adversas frente a las costas de Georgia, Norwegian Dawn se encontró con una serie de tres olas de 21 m. La tercera ola dañó varias ventanas en las cubiertas 9 y 10 y varias cubiertas se inundaron. El daño, sin embargo, no fue extenso y el barco fue reparado rápidamente. Cuatro pasajeros resultaron levemente heridos en este incidente.[3]

- El 27 de noviembre de 2009, el Norwegian Dawn perdió todo el poder al regresar a Miami. Los buques y helicópteros de la Guardia Costera de los Estados Unidos fueron enviados a la escena para ayudar. Durante el apagón, más de 2000 pasajeros en el barco no tuvieron acceso a agua corriente, electricidad, aire acondicionado o servicios sanitarios en el cálido ambiente caribeño. Las temperaturas en el área en ese momento eran alrededor de 29  °C con un 67% de humedad relativa. Al menos se restableció algo de poder y el barco pudo hacer un puerto en San Juan, PR, no en Miami, según el itinerario dictado, para permitir que se hicieran las reparaciones.[4]

- El 27 de agosto de 2010, el Norwegian Dawn experimentó problemas de motor. El barco tuvo que abandonar las Bermudas temprano para regresar a Nueva York a una velocidad menor.

- El 24 de agosto de 2013, el Norwegian Dawn perdió energía en la noche debido a una falla en el motor. La iluminación se restauró casi de inmediato. Después de solucionar el problema, los eventos nocturnos continuaron según lo planeado y el buque llegó a las Bermudas a la mañana siguiente a la hora programada.[5]

- El 19 de mayo de 2015, el Norwegian Dawn encalló en las Bermudas poco después de abandonar el puerto. El incidente fue atribuido a un mal funcionamiento en la dirección del barco, que la desvió de su curso para golpear con un banco de arena. El barco fue sacado del banco de arena seis horas más tarde con la marea alta, y se le permitió continuar a Boston después de que las inspecciones submarinas que no mostraron daños.[6]